# Philippe Starck

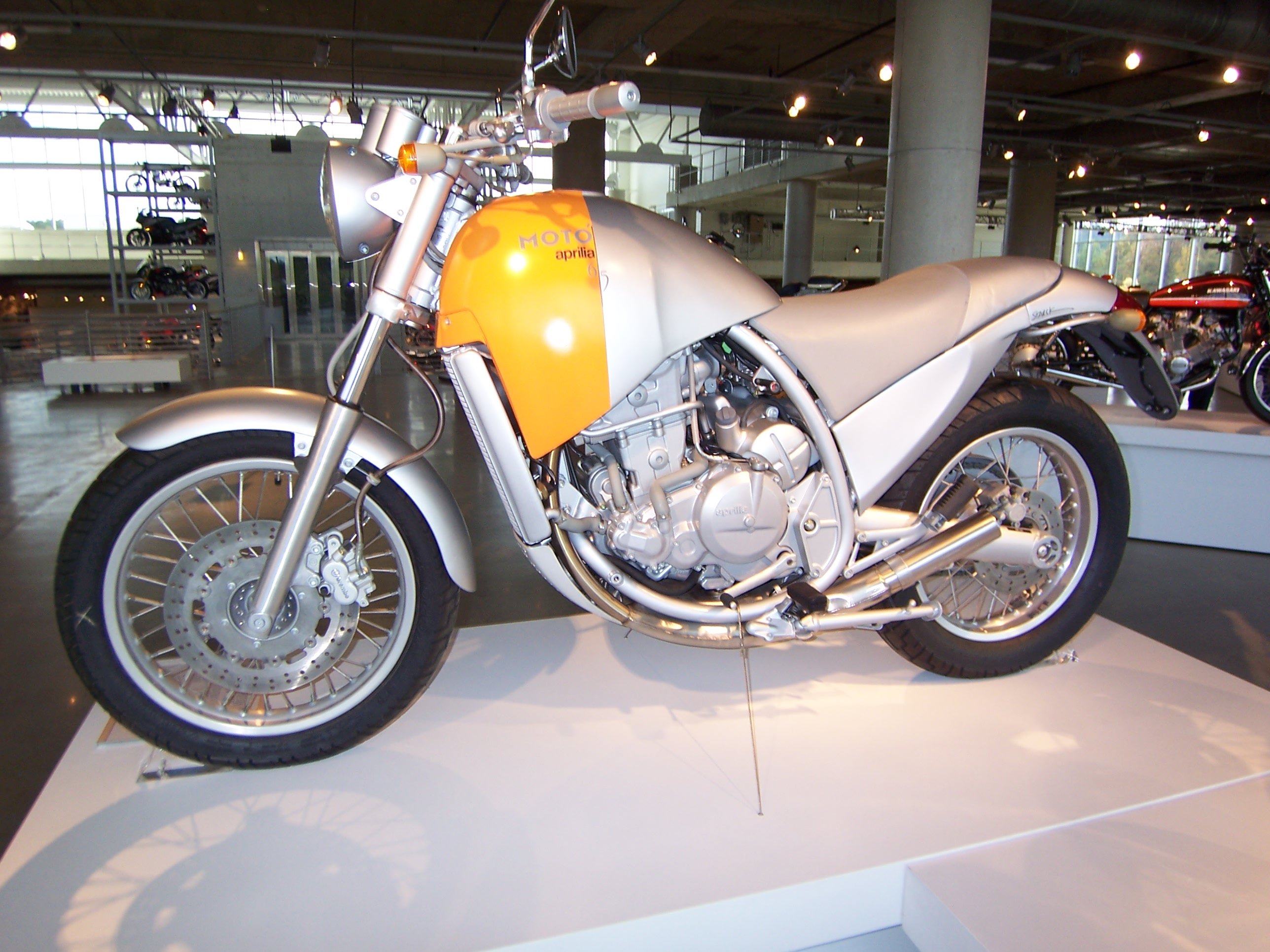
Aprilia Motó 6.5, een ontwerp van Philippe Starck

Philippe Starck (Parijs, 18 januari 1949) is een Frans ontwerper van interieurs en gebruiksvoorwerpen.

## Levensloop
Starck volgde vanaf de jaren zestig een ontwerpopleiding aan de Écôle Nissim de Camondo te Parijs. In 1965 won hij de meubelprijsvraag La Vilette en in 1968 stichtte zijn eerste ontwerpbureau, dat gespecialiseerd was in opblaasbare voorwerpen. In 1969 werd hij samen met Pierre Cardin directeur van het bedrijf.
Starck werkt sinds 1975 als zelfstandig binnenhuisarchitect en industrieel ontwerper. Zo ontwierp Starck onder meer een deurkruk voor de Duitse deurkrukkenproducent FSB. Dit model werd destijds als een designklassieker gezien en heeft diepe sporen achtergelaten in de deurbeslagindustrie. Een van de bekendste ontwerpen van Starck is dat van de Motó 6.5 motorfiets voor fabrikant Aprilia.
Samen met vier andere ontwerpers kreeg hij in 1982 van François Mitterrand de opdracht de presidentiële privévertrekken in het Élysée opnieuw in te richten.  Ook raakte Starck bekend bij het grote publiek dankzij zijn ontwerp van alledaagse gebruiksvoorwerpen, zoals de raketvormige citroenpers Alessi Juicy Salif uit 1990. Voor zijn gehele oeuvre ontving hij in 2004 de Lucky Strike Designer Award.
Begin jaren negentig was Starck betrokken bij plannen van de Amsterdamse Stichting Centrum De Waag die de Waag wilde verbouwen tot multimediacentrum. Tot afgrijzen van de Nieuwmarktbuurt, en van monumentenliefhebbers, ontwierp Starck een glazen uitbouw. Voor deze kon worden gerealiseerd, ging de stichting echter failliet.
In 2012 werd bekend dat Starck gratis een nieuwe versie van de Franse OV-kaart Passe Navigo zal ontwerpen.

## Ontwerpen, een selectie
- 1984: Café Costes in Parijs
- 1989: Juicy Salif voor Alessi
- Jaren 90: Horlogelijn voor Fossil, Inc.
- 1994: Een van de paviljoens van het Groninger Museum
- 1996: Motó 6.5-motorfiets voor Aprilia
- 1998:	Sculpture Motorbike 6,5 Aprilla in Hilversum
- 2000: Bubble Club-serie (tweezitsbank, fauteuil en bijzettafeltje van polyethyleen), voor Kartell
- 2005: Guns lampenserie voor lampenfabrikant Flos
- 2008: Motor Yacht A, een megajacht
- 2012: Privéjacht van wijlen Steve Jobs
- 2015: Sail Yacht A, het grootste particuliere zeilschip ter wereld